# Kurt Alder
Kurt Alder (Königshütte, Szilézia, 1902. július 10. – Köln, 1958. június 20.) német vegyész. Legjelentősebb munkáját Otto Dielsszel közösen végezte a Diels–Alder-reakcióval, a diénszintézis módszerével kapcsolatban. 1950-ben kémiai Nobel-díjjal tüntették ki, Otto Dielsszel közösen, „a diénszintézis felfedezéséért és kifejlesztéséért”.

## Életrajz
Kurt Alder a sziléziai Königshütte iparvidékén született, ahol korai iskolai tanulmányait végezte. Az első világháború befejezése után politikai okok miatt kénytelen volt elhagyni otthonát. 1922-ben kezdett el kémiai tanulmányokat folytatni a Berlini Egyetemen, ezt követően a Kieli Egyetemen folytatta ezeket a tanulmányokat, ahol 1926-ban doktori címet szerzett, Otto Paul Hermann Diels felügyelete alatt. A doktori értekezés, a következő címet viselte: Über die Ursachen der Azoester-reaktion (magyarul: Az azoészter reakció okairól). 1930-ban Aldert a Kieli Egyetem Kémia Tanszékre nevezték ki docensnek, 1934-ben pedig egyetemi tanárrá léptették elő. 

1939-ben a Leopoldina Német Természettudományos Akadémia tagjává választották.